# Burkina Faso aux Jeux olympiques d'été de 2008
Le Burkina Faso participe aux Jeux olympiques d'été de 2008 à Pékin. Il s'agit de sa 7e participation à des Jeux d'été. L'équipe est composée de seulement deux athlètes, à savoir Julien Ouedraogo en escrime et Hanatou Ouelogo en judo.

## Engagés par sport

### Athlétisme

#### Hommes
| Athlète       | Épreuve    | Séries  | Séries | Quarts de finale | Quarts de finale | Demi-finales | Demi-finales | Finale | Finale |
| Athlète       | Épreuve    | Temps   | Rang   | Temps            | Rang             | Temps        | Rang         | Temps  | Rang   |
| ------------- | ---------- | ------- | ------ | ---------------- | ---------------- | ------------ | ------------ | ------ | ------ |
| Idrissa Sanou | 100 mètres | 10 s 63 | 6e     | -                | -                | -            | -            | -      | -      |

#### Femmes
| Épreuve          | Athlète         | Séries   | Séries | Quarts de finale | Quarts de finale | Demi-finales | Demi-finales | Finale   | Finale |
| Épreuve          | Athlète         | Résultat | Rang   | Résultat         | Rang             | Résultat     | Rang         | Résultat | Rang   |
| ---------------- | --------------- | -------- | ------ | ---------------- | ---------------- | ------------ | ------------ | -------- | ------ |
| 400 mètres haies | Aïssata Soulama | 56.37    | 5e Q   | NC               | NC               | 55.69        | 5e           | -        | -      |

### Escrime
Hommes
- Sabre : Julien Ouedraogo

| Athlète          | Compétition      | 1/64e de finale      | 1/32e de finale  | Seizièmes de finale | Huitièmes de finale | Quarts de finale | Demi-finales / Classement | Finale / Classement | Rang    |
| Athlète          | Compétition      | Adversaire Score     | Adversaire Score | Adversaire Score    | Adversaire Score    | Adversaire Score | Adversaire Score          | Adversaire Score    | Rang    |
| ---------------- | ---------------- | -------------------- | ---------------- | ------------------- | ------------------- | ---------------- | ------------------------- | ------------------- | ------- |
| Julien Ouedraogo | Sabre Individuel | Battu par Lopez 6-15 | Eliminé          | Eliminé             | Eliminé             | Eliminé          | Eliminé                   | Eliminé             | Eliminé |

### Judo
Femmes
- Moins de 48 kg : Hanatou Ouelogo

| Athlète         | Compétition    | 1er tour            | 2e tour                                | Quart de finale     | Demi-finale         | Repêchage           | Finale / CB         | Rang     |
| Athlète         | Compétition    | Adversaire Résultat | Adversaire Résultat                    | Adversaire Résultat | Adversaire Résultat | Adversaire Résultat | Adversaire Résultat | Rang     |
| --------------- | -------------- | ------------------- | -------------------------------------- | ------------------- | ------------------- | ------------------- | ------------------- | -------- |
| Hanatou Ouelogo | Moins de 48 kg | Exempt              | Kazakhstan Nurgazina Défaite 0000-1001 | Éliminée            | Éliminée            | Éliminée            | Éliminée            | Éliminée |